# Antonio Teodoro Trivulzio
Antonio Teodoro Trivulzio (* wohl 1649; † 26. Juli 1678 in Mailand, 29 Jahre alt) war ein italienischer Adliger und Fürst des Heiligen Römischen Reiches.

## Leben
Er war ein Angehöriger der Familie Trivulzio und der einzige Sohn von Ercole Teodoro Trivulzio († 1664), 2. Reichsfürst, Principe di Musocco e Valle Misolcina etc. aus dessen Ehe mit Orsina Sforza. 1656 wurde er zum 1. Marchese di Melzo ernannt, die Reichsfürstenwürde erbte er 1664 mit dem Tod seines Vaters. Er war nun 3. Reichsfürst, Principe di Musocco e Valle Misolcina, Conte di Musocco, Conte di Melzo, Barone di Retegno, Castelzevio e Codogno, Signore di Basiasco, Vulzio, Cà de Bolli, Caleppio, Caviaga, Fracchia, Francina, Vigadore e Maleo, Grande von Spanien 1. Klasse. Zudem war er Patrizier von Mailand, Kapitän der spanischen Kavallerie und wurde 1664 zudem General des Herzogtums Mailand und Ritter im Orden vom Goldenen Vlies (Nr. 461) ernannt. 
1668 heiratete er in Mailand Maria Josefa Teresa Vélez de Guevara, Tochter von Íñigo Vélez de Guevara, Conde de Oñate, Grande von Spanien, und Doña Catalina Vélez de Guevara. Die Ehe blieb ohne Nachkommen.
Da die Linie der Reichsfürsten aus der Familie Trivulzio mit dem Tod Antonio Teodoro Trivulzios erloschen war, traf Kaiser Leopold I. die Entscheidung, den Titel an Antonio Teodoros Vetter weiterzugeben, den jüngeren Sohn von Antonio Teodoros Tante Ottavia Trivulzio (* 1618) und deren Ehemann Tolomeo II. Gallio, 4. Duca d’Alvito. Reichsfürst wurde nun Antonio Teodoro Gaetano Gallio (1658–1705), 4. Principe della Val Mesolcina, der seinem Namen den Zusatz „Trivulzio“ gab, und nahm ihm sein Sohn Antonio Tolomeo Gallio Trivulzio (1692–1767), 5. Principe della Val Mesolcina, 2. Reichsfürst, mit dem der Titel endgültig erlosch.